# Минто (Северна Дакота)
Минто (енгл. Minto) град је у америчкој савезној држави Северна Дакота.

## Демографија
По попису из 2010. године број становника је 604, што је 53 (-8,1%) становника мање него 2000. године.
| Група             | 2000.       | 2010.       |
| Белци             | 614 (93,5%) | 505 (83,6%) |
| Афроамериканци    | 0 (0,0%)    | 2 (0,3%)    |
| Азијати           | 1 (0,2%)    | 0 (0,0%)    |
| Хиспаноамериканци | 32 (4,9%)   | 95 (15,7%)  |
| Укупно            | 657         | 604         |